# Jaidate
Jaidate  (in arabo الجعيدات‎?) è un centro abitato e comune rurale del Marocco situato nella provincia di Rehamna, regione di Marrakech-Safi. Conta una popolazione di 12 330 abitanti (censimento 2014).